# Final do Campeonato Catarinense de Futebol de 2013
A final do Campeonato Catarinense de Futebol de 2013 foi decidida entre Criciúma e Chapecoense em duas partidas, uma no Estádio Heriberto Hülse e outra na Arena Condá. O Criciúma conquistou o seu 10º título estadual, após vencer em casa a Chapecoense por 2 a 0 e perder por 1 a 0 na partida de volta, totalizado um placar global de 2 a 1.

## Histórico
Durante o campeonato, Criciúma e Chapecoense se enfrentaram duas vezes. O primeiro jogo foi válido pela quarta rodada do turno, e terminou com vitória da Chapecoense por 1 a 0 no Josué Annoni. A segunda partida terminou empatada em 0 a 0, no jogo válido pelo returno e que foi disputado no Estádio Heriberto Hülse.
Em toda a história do Campeonato Catarinense, até esta final, Criciúma e Chapecoense haviam realizado quatro outras deicisões. Em 1991 e 1995, os títulos ficaram com o Criciúma e em 2007 e 2011, com a Chapecoense. Portanto, esta final servirá como um tira-teima histórico.

## Regulamento
O regulamento do certame catarinense de 2013, previa que a final seria disputada em duas partidas envolvendo os vencedores das semifinais. O clube de melhor campanha tem direito a mando de campo no segundo jogo.
É considerada vencedora da disputa a equipe que, ao final da partida de volta, obtiver o maior número de pontos ganhos nas duas partidas da final. Caso houver um empate, é considerado o saldo de gols. Caso ainda houver o empate, o vencedor é conhecido após uma disputa de pênaltis.

## Venda de ingressos
A comercialização de ingressos para a primeira partida da final realizada no Heriberto Hülse, começou no dia 6 de maio.
Para a segunda partida disputada na Arena Condá, os ingressos foram disponibilizados para compra no dia 15 de maio.

## Primeira partida
| 12 de maio | Criciúma        | 2 – 0            | Chapecoense | Estádio Heriberto Hülse, Criciúma                           |
| 16:00      | Marcel 20', 30' | Súmula e Borderô |             | Público: 16 717 Árbitro: SC Paulo Henrique de Godoy Bezerra |

| Criciúma | Chapecoense |

## Segunda partida
| 19 de maio | Chapecoense     | 1 – 0            | Criciúma | Arena Condá, Chapecó                            |
| 16:00      | Rafael Lima 12' | Súmula e Borderô |          | Público: 16 717 Árbitro: SC Héber Roberto Lopes |

| Chapecoense | Criciúma |

## Campeão
| Campeão Catarinense de 2013 |
| --------------------------- |
| Criciúma (10º título)       |